# Veliki Cvjetnić
Veliki Cvjetnić (szerbül: Велики Цвјетнић) szerb falu Bosznia-Hercegovinában, Bihács községben, a Bosznia-hercegovinai Föderáció Una-Szanai kantonjában.

## Fekvése
Bihács központjától légvonalban 50, közúton 105 km-re délkeletre, Drvartól légvonalban 17, közúton 25 km-re északnyugatra fekszik. Az Una és Unac közötti régió magaslatán található. A régió több településnek ad otthont, melyeket a 92-95-ös háború után közigazgatásilag Bihácshoz csatoltak. Mindezek a települések földrajzilag és történelmileg mindig is Drvarhoz tartoztak. Veliki Cvjetnić egy meglehetősen nagy síkságon fekszik, az Unac torkolatánál fekvő Očigrijtól délre. Nyugaton az Una völgye, délen a Krka völgye és a Čelije-patak és mögötte Mali Cvjetnić határolja. Az egyik szűk része Una mellett van. Ebben a faluban a gyakran viharos északi szél miatt nagyon gyakori a hosszú és hideg a tél.
A falu széttagolt típusú, és 4 rész áll: Jezerina, Donji Kraj, Savčica Kraj és Podborje (Gornji Kraj).

## Népessége
Lakossága 2013-ban 40 fő volt, teljes egészében szerb etnikumú.
| Nemzetiségi csoport | Népesség 1991 | Népesség 2013 |
| ------------------- | ------------- | ------------- |
| Szerb               | 208           | 40            |
| Bosnyák             | 0             | 0             |
| Horvát              | 0             | 0             |
| Jugoszláv           | 4             | 0             |
| Egyéb               | 0             | 0             |
| Összesen            | 212           | 40            |

## Története
A területén található több ősi várhely tanúsága szerint itt már ősidők óta laktak emberek. 
A település 1996-ig Drvar községhez tartozott.

## Nevezetességei
- Itt is számos feltáratlan várhely és templom található. Az egyik a a Krka folyó feletti Gradina Krčka, mely szárazon rakott kőből épült. Sjenicán található Sjenica Gradina.
- A mai templom egy régi templom alapjaira épült. A templom körül sok nagy kősírkő található.
- A nép körében egy legenda kering az ugorokról, mint e vidékek uralkodóiról.

## Fordítás
- Ez a szócikk részben vagy egészben  a   Mali Cvjetnić című bosnyák Wikipédia-szócikk ezen változatának fordításán alapul.  Az eredeti cikk szerkesztőit annak laptörténete sorolja fel. Ez a jelzés csupán a megfogalmazás eredetét és a szerzői jogokat jelzi, nem szolgál a cikkben szereplő információk forrásmegjelöléseként.